# Cardanrem
Een Cardanrem is een transmissierem die op motorfietsen voor het eerst door BMW werd toegepast op de R 47 uit 1927. 
Doordat de rem op de cardanas werkte en vlak achter de versnellingsbak zat, werd de motor aan de achterkant lichter en ging het achterwiel minder stuiteren (de R 47 had nog geen achtervering).